# Roquebrune-Cap-Martin Basket
Le Roquebrune Cap Martin Basket est un club féminin français de basket-ball évoluant en NF3, 4e division du championnat de France. Le club est basé dans la ville de Roquebrune-Cap-Martin.

## Noms successifs
- ? - 1998 : AS Roquebrune Cap Martin
- Depuis 1998 : Roquebrune Cap Martin Basket (RCMB)

## Historique
1971-1984...En treize années (les superstitieux y verront un signe), les basketteuses de Roquebrune-Cap-Martin ont accompli l’un des plus improbables exploits qui puissent s’imaginer: accéder à l’élite senior nationale en étant parti du plus petit niveau départemental... des poussines!
Comment Robert Furgeri, l’homme par qui tout a commencé, aurait-il pu imaginer que la section Basket de l’ASRoquebrune-Cap-Martin se retrouverait ainsi un jour aux côtés des plus grands clubs français?
En 1971, la section qui venait d’être créée ne reposait en effet que sur une quinzaine de jeunes filles âgées de moins de douze ans, poussines et benjamines, entraînées par Robert Furgeri, un passionné de basket venu de Menton et guère plus âgé que ses joueuses.
C’était le temps où les entraînements avaient lieu à l’ancien “Cercle Jeanne d’Arc”, situé en plein cœur du quartier de Carnolès, dans le bruit de la ville.
Mais il y avait autant de cœur que de potentiel dans ce petit groupe, en particulier dans celui des poussines qui, pour leur première année de compétition, terminèrent deuxièmes du championnat après avoir nettement dominé leur poule de qualification : huit matches, six victoires, deux nuls.Ironie du sort (déjà!): la qualification pour la phase finale fut obtenue en battant... le Rapid Menton 9/4.
Les Roquebrunoises se firent “étriller” en finale départementale par les PTTNice 64/16.Avec quelques circonstances atténuantes relatées dans la presse de l’époque: “N’ayant personne pour les accompagner, les poussines durent aller à pied de la gare de Riquier au gymnase Saint Roch, ce qui représente une trotte très longue.Elles furent de ce fait très fatiguées au dernier match contre l’ASPTTNice qui, de toute façon, était meilleur que les Roquebrunoises”.
Cette équipe était constituée de Mlles Sylvie et Yannick Quero, Valérie Boggetti, Corinne Fasiolo, Cathy Duperey, Sylvie et Corinne Bensaïd, Aline Aqualeni.
On retiendra aussi les noms des joueuses qui défendirent pour la première fois les couleurs de Roquebrune dans la catégorie des benjamines, Mlles Lottier, Zyskowski, Ramoino, Le Bayon, P.Manas, M.Acqualeni.
C’est sur ces jeunes filles, sur leur entraîneur et aussi sur le tout premier président Alain Marfaing que s’est bâtie une histoire.Une légende.
Six ans plus tard, Roquebrune disputait pour la première fois un championnat senior, au plus bas niveau (Honneur départemental) avec une équipe essentiellement composées de cadettes où l’on retrouvait trois des poussines de 1971, Sylvie Quero, Cathy Duperey, Corinne Fasiolo.
Entre-temps, le club s’était structuré et développé sous la conduite, toujours, de Robert Furgeri qui avait cependant troqué le survêtement d’entraîneur pour le costume de président.
La construction d’un gymnase avait permis de dynamiser le club dont les effectifs avaient rapidement grimpé pour atteindre quelque 90 joueuses réparties dans sept à huit équipes.
Quelques-unes de ces joueuses étaient même parvenues à se faire un nom dans le basket régional et même national: Corinne Fasiolo sélectionnée nationale, Gaby Valgelata, Patricia Nobilo et Corinne Robillard, sélectionnées régionales, Cristelle Restelli et Françoise Marfaing, pré-sélectionnées régionales.
Sous la conduite de Paul Berio, l’entraîneur, le groupe roquebrunois allait simultanèment s’illustrer en championnat senior, grimpant régulièrement un échelon chaque saison, et championnat et coupe de France cadettes.
Corinne Fasiolo était partie à Antibes évoluer en Nationale 1 mais les Roquebrunoises continuaient à triompher et à grimper.
Tant et si bien qu’elles se retrouvèrent pour la première fois dans un championnat de France, la Nationale 3, au terme d’une éblouissante saison 80/81: 21 matches, 21 victoires et une différence de points de +872, un record dans le genre.
L’équipe conjointement dirigée par Paul Berio et Christian David, était composée de Mlles Gabrielle Valgelata, Crystelle Restelli, Mitza Laudato,Patricia Nobilo,  Andrée Perisi, Bernadette Santini, Monique Narice, Sylvie Debarbat et Nathalie Ballestra.
La plupart de ces joueuses avaient été formées au club tandis que Mlles Santini et Narice venaient de...Menton.
A l’orée de la saison 81/82, l’équipe roquebrunoise retrouvait Corinne Fasiolo revenue “au bercail” en compagnie de Veronique Delahaye qu’elle avait côtoyée à Antibes.
Le dernier étage de la “fusée Roquebrune” était prêt à être lancé.
Au terme de la saison 1981/82, Roquebrune ratait l’accession à la Nationale 2 pour... deux points dans un match de barrage.
Ce n’était que partie remise.
Au printemps 1983,le club roquebrunois était champion de France de Nationale 3 et accédait donc à la Nationale 2.
La saison suivante, Roquebrune accédait à la Nationale 1 et se parait d’un nouveau titre de champion de France.
La petite histoire retiendra que cette accession fut obtenue un...1er avril!
Mais, ce jour-là, pas question de « gag ». En battant Chalon dans leur salle du gymnase Decazes - rebaptisé depuis du nom de JackyValgelata, dirigeant historique du club trop tôt disparu - les Roquebrunoises rendirent réel ce qui, à l’origine, n’était même pas un rêve. Plutôt une utopie.
Les jours heureux allaient encore durer cinq ans avec même une sixième place finale au cours de la saison 85/86.
Et puis vint le crépuscule et une double relégation ramenant le club en Nationale 2 car, entre-temps, une division supplémentaire, la Nationale 1B, avait été créée.
Depuis une douzaine d’années, Roquebrune s’est maintenu à ce niveau, parfois difficilement, parfois avec brio comme la saison dernière où l’équipe a terminé deuxième de son groupe.
L’objectif est aujourd’hui clairement affiché: remonter en Nationale 1, la première division française non professionnelle, juste derrière le championnat de Ligue réservé aux équipes professionnelles et qui est de ce fait devenu inaccessible. Car, en vingt ans, le basket a bien changé et ce qui fut possible dans les années 70/80 ne l’est certainement plus en raison des moyens financiers mis en jeu.
Les actuels dirigeants du club en sont conscients. Plus que jamais, le “retour aux sources”, c’est-à-dire la formation des jeunes, est indispensable pour assurer la pérennité d’un club regroupant une centaine de membres et représenté dans les compétitions départementales ou de Ligue dans toutes les catégories de jeunes, des mini-poussines aux cadettes.
À sa création en 1971, le basket était une section de l’Association Sportive de Roquebrune-Cap-Martin, club omnisports créé à l’origine pour la pratique du football et regroupant alors quasiment toutes les disciplines pratiquées dans la commune.
Le club omnisports a disparu fin 1997 et seul le football continue à porter le nom d’ASRCM.
Le basket, lui, a pris le nom de Roquebrune-Cap-Martin Basket et il est un club totalement indépendant.
Le basket à Roquebrune-Cap-Martin ne s’exprime qu’au féminin et ce depuis la création de la section.Les quelques messieurs présents se situent uniquement dans l’encadrement, dirigeants et entraîneurs à l’image de Robert Furgeri, créateur et premier entraîneur de la section puis président durant une dizaine d’années.
Le club de Menton qui regroupait autrefois garçons et filles a accompli une démarche exactement inverse: compétition masculine et quelques dames dans l’encadrement.
Les deux associations sont ainsi parfaitement complémentaires et entretiennent de très bonnes relations d’amitié.
Les présidents successifs
Alain Marfaing, Robert Furgeri, Jean-Pierre Fasiolo, Henri Orengo, Françoise Vanuccini, PaulMercandalli, Hubert Marti, Henri Allamandi (2002),Lucien Platano (2003), Agostino Pitzalis et Lucien Platano (2015)

## Palmarès
- 1985 : 9e de l'élite (NF1)
- Finaliste de la Coupe de France Danièle Peter : 1988
- Championne de France NF2 saison 2012/2013
- Finaliste du championnat NF2 saison 2013/2014
- NF1 Saison 2014/2015
- NF2 2015/2016

## Joueuses célèbres ou marquantes
Bernadette Aranda, Elodie Bertal, Barbara Cousin, Veronique Costa, Corinne Fasiolo, Marylin Flesh, Marylene Guerra, Heidi Patte-Lecocq, Pauline Machu, Karine Pio, Jezabel Richard, Agnes Vernhes.